# 柴紹炳
柴紹炳（1616年—1670年），字虎臣，號省軒，浙江仁和人，明末清初文學家、學者。

## 生平
生於萬曆四十四年（1616年），少博聞強記。崇禎時生員，明亡不仕，隐居南屏山，專事著述，於象緯、律歷、輿地、禮制、農田、水利、兵戎、賦役皆有研究。家貧甚，拒絕餽饟，以賣藥自給。為西泠十子之一，十子之中最有文名。卒於康熙九年（1670年），年五十五歲。著有《省軒詩、文鈔》、《省過記年錄》、《考古類編》、《古韻通》等。